# Carlos Santos (boxe anglaise)
Pour les articles homonymes, voir Carlos Santos et Santos (homonymie).
Carlos Santos est un boxeur portoricain né le 1er octobre 1955 à Santurce.

## Carrière
Passé professionnel en 1976, il devient champion du monde des super-welters IBF le 2 novembre 1984 après sa victoire aux points face à Mark Medal. Santos conserve sa ceinture contre Louis Acaries puis est destitué par l'IBF pour ne pas avoir accordé un combat de championnat à Davey Moore. Il s'incline ensuite face à Buster Drayton le 4 juin 1986 et met un terme à sa carrière en 1991 sur un bilan de 40 victoires et 3 défaites.